# Tassonomia

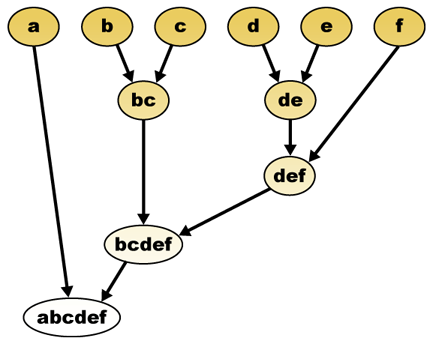
Gli alberi filogenetici hanno forma di dendrogrammi. Ogni nodo del dendrogramma corrisponde a un clado.

La tassonomia (dal greco: τάξις, tàxis, ordinamento e νόμος, nòmos, norma o regola) è la disciplina che si occupa della classificazione gerarchica di elementi viventi o inanimati.
L'esempio tipico è la tassonomia biologica, ossia i criteri con cui si classificano gli organismi in una gerarchia di taxa annidati con cui si può per esempio risalire alla loro evoluzione.

## Descrizione

### Definizioni
Con il termine tassonomia, dunque, ci si può riferire sia alla classificazione gerarchica di concetti, sia al principio stesso della classificazione. Praticamente tutti i concetti, gli oggetti animati e non, i luoghi e gli eventi, possono essere classificati seguendo uno schema tassonomico.
- La tassonomia è la scienza che si occupa genericamente dei modi di classificazione (degli esseri viventi e no).
- Per classificazione si intende la descrizione e la collocazione in un sistema tassonomico di una entità.
- Per determinazione si intende il riconoscimento o l'identificazione di un soggetto. Soprattutto in ambito scientifico (es. botanica, zoologia).

### Matematica
In matematica si chiama tassonomia una struttura ad albero di oggetti appartenenti ad un gruppo di concetti. A capo della struttura c'è un solo oggetto, il nodo radice, le cui proprietà si applicano a tutti gli altri oggetti della gerarchia (sotto-categorie). I nodi sottostanti a questa radice costituiscono categorie più specifiche le cui proprietà caratterizzano il sottogruppo del totale degli oggetti classificati nell'intera tassonomia. 

### Biologia
In biologia è la disciplina scientifica che si occupa di attribuire un nome agli organismi viventi e di classificarli. Di conseguenza, la tassonomia biologica è una sottodisciplina della biologia sistematica, che studia le relazioni di parentela fra gli organismi e la loro storia evolutiva. La tassonomia agisce dopo avere risolto l'albero filogenetico degli organismi studiati, cioè, una volta che vengono risolti i cladi, o rami evolutivi, in funzione delle relazioni di parentela fra essi.
Esiste il consenso nella comunità scientifica del fatto che la classificazione deve corrispondere interamente con ciò che si sa della filogenesi dei taxa, perché solo allora fornirà il servizio che si spera essa dia al resto dei rami della biologia (vedere per esempio Soltis e Soltis 2003), ma ci sono scuole dentro la biologia sistematica che definiscono con sfumature differenti la maniera nella quale la classificazione deve corrispondere alla filogenesi conosciuta.
Più in là della scuola che la definisce, il fine ultimo della tassonomia è organizzare l'albero filogenetico in un sistema di classificazione. Perciò, la scuola cladistica (quella che predomina al giorno d'oggi) converte i cladi in taxa. Un taxon è un clado al quale è stata assegnata una categoria tassonomica e un nome in latino, di cui si è fatta una descrizione, associandovi un esemplare "tipo", e che è stato pubblicato in una rivista scientifica. Quando si fa tutto questo, il taxon ha un nome corretto. La nomenclatura è la sottodisciplina che si occupa di regolamentare questi passi e far sì che ci si attenga ai principi di nomenclatura. Di conseguenza, i sistemi di classificazione che ne nascono funzionano come contenitori di informazione, da un lato, e come predittivi dall'altro.
Una volta terminata la classificazione di un taxon, si estraggono i caratteri diagnostici di ognuno dei suoi membri, e sopra questa base si confezionano chiavi dicotomiche di identificazione, le quali sono utilizzate allo scopo di determinare o identificare gli organismi, ubicando un organismo sconosciuto in un taxon conosciuto del sistema di classificazione dato. La determinazione o identificazione è inoltre la specialità, dentro la tassonomia, che si occupa dei principi di elaborazione delle chiavi dicotomiche e altri strumenti utilizzati allo stesso fine.
Le norme che regolano la creazione dei sistemi di classificazione sono in parte convenzioni più o meno arbitrarie. Per comprendere queste arbitrarietà (per esempio, la nomenclatura binomiale delle specie e la uninominale delle categorie superiori alla specie, o anche la quantità di categorie tassonomiche e i nomi delle stesse) è necessario studiare la storia della Tassonomia, che ci ha lasciato come eredità i codici internazionali di nomenclatura alle cui regole tecniche debbono attenersi i sistemi di classificazione.
La nuova crisi di biodiversità, i progressi nell'analisi del DNA, e la possibilità di interscambiare informazione attraverso Internet, hanno dato un enorme impulso a questa scienza nel primo decennio del 2000, generando un dibattito riguardo alla necessità di fare riforme sostanziali dei codici, che ancora si stanno discutendo. Alcuni esempi di nuove proposte sono la "tassonomia libera da ranghi", i "marchi del DNA" e la pubblicazione su internet.

### Definizioni secondo differenti scuole
Secondo la scuola cladista la tassonomia è la scienza che deve decidere quali cladi dell'albero filogenetico si convertiranno in taxa, e in quale categoria tassonomica dovrebbe stare ogni taxon.
|  |

Ci sono altre scuole di classificazione. Forse la più importante, tra le minoritarie, è quella che considera anche i gruppi parafiletici, capaci di essere convertiti in taxa, se i gruppi che li conformano sono sufficientemente similari tra loro e sufficientemente dissimili dal clado che resta fuori (scuola evoluzionista: Simpson, 1961, Ashlock, 1979, Cronquist, 1987, Mayr & Ashlock, 1991, Stuessy, 1983, Stevens, 1986 e 1988). Un esempio classico di un gruppo parafiletico che alcuni tassonomi considerano un taxon è quello dei batteri, parafiletici rispetto a quelli eucarioti. Uno degli esponenti di questa scuola è il ricercatore Cavalier-Smith.
Altra scuola, che fu iniziata da ricercatori come Sokal, è quella che asseriva l'impossibilità di conoscere la filogenesi degli organismi con l'informazione che si raccoglieva, per il fatto che i ragionamenti tendono a farsi circolari (la morfologia determinava le relazioni di parentela, e con queste si interpretava la morfologia) e l'informazione non risultava sufficiente a conoscere le "vere" relazioni filogenetiche. Questi ricercatori optavano per fare classificazioni basate esclusivamente sulla quantità di caratteri similari tra gli organismi, senza inferire nessuna storia evolutiva dietro di essi (Sneath & Sokal, 1973). Questa scuola (chiamata scuola fenetica) forse ha perduto vigore con l'avvento dell'analisi del DNA, e con la maggiore interpretazione del registro fossile che si ha oggigiorno. Ciò è dovuto al fatto che i gruppi monofiletici sono più utili in un sistema di classificazione dei raggruppamenti basati sulla similitudine dei tratti (Farris, 1979, Donoghue & Cantino, 1988), e si può affermare con più precisione quali gruppi siano monofiletici. Bisogna tenere in conto che la Sistematica deve a questa scuola molti metodi di analisi numeriche (come Sneath & Sokal, 1973, Abbott et al., 1985), con la differenza che essi vengono utilizzati come aiuto per determinare la filogenesi degli organismi.
Altra scuola è quella che propone una classificazione libera da categorie, il cui esponente più estremo forse è il PhyloCode, sebbene questa scuola non arrivò mai ad essere discussa seriamente nell'ambiente scientifico (Mallet & Willmott, 2003).

### Caratteristiche dei sistemi di classificazione
Oltre alla scuola che la definisce, il fine ultimo della tassonomia è presentare un sistema di classificazione che raggruppi tutte le diversità degli organismi in unità discrete dentro un sistema stabile, sopra le quali sia reso possibile il lavoro dei ricercatori.
I sistemi di classificazione sono composti da taxa (dal greco: ταξα, taxa) inseriti nelle loro rispettive categorie tassonomiche. La decisione di quali cladi dovrebbero convertirsi in taxa e in quali categorie tassonomiche dovrebbe stare ogni taxon, è un po' arbitraria, però ci sono alcune regole non scritte che i ricercatori utilizzano affinché il sistema di classificazione risulti "utile". Affinché un sistema di classificazione risulti utile, esso deve essere maneggevole, e perciò deve organizzare l'informazione in modo che sia più facile da ricordare. Judd e collaboratori (2002) concordano sul fatto che:
1. ogni taxon deve avere evidenza affidabile del fatto che esso formi un gruppo monofiletico: per convertire un clado in taxon deve avere molte sinapomorfie che lo giustifichino, e deve avere una quantità di caratteri diagnostici che permettano di differenziarlo dal resto dei taxa, agevolando la stabilità del sistema di classificazione;
2. alcuni sistematici appoggiano l'idea del fatto che ogni taxon dovrebbe possedere caratteri morfologici ovvi che permettano di identificarlo, e ciò favorirebbe l'identificazione per quelli non sistematici, oltre che aiutare a inferire molti aspetti della sua biologia;
3. i taxa che compongono un sistema di classificazione devono avere possibilmente fra 3 e 7 sottotaxa, un numero che possa maneggiare con facilità la memoria umana (Stevens, 1998[9]). Nelle parole di Davis & Heywood, 1963-1983: "Dobbiamo essere capaci di ubicare i taxa in taxa di categoria più alta in modo che possiamo incontrarli di nuovo".[17]
4. altro criterio è la stabilità della nomenclatura. I gruppi che già sono stati nominati nel passato dovrebbero continuare con lo stesso nome nei limiti del possibile.

Una volta deciso quali cladi convertire in taxa, i sistematici devono decidere in quali categorie tassonomiche ubicarli, il che è arbitrario. Per ragioni storiche si utilizzano le categorie linneane di classificazione: regno, phylum o divisione, classe, ordine, famiglia, genere e specie (vedere nella sezione della storia della tassonomia). Gli stessi criteri utilizzati per sapere se denominare un taxon, possono essere utilizzati per sapere in quale categoria tassonomica ubicarlo, specialmente quello della stabilità nella nomenclatura.
I sistemi di classificazione che nascono come risultato della tassonomia hanno due utilità:
- Servono come contenitori di informazione. Gli scienziati di tutto il mondo utilizzano i taxa come unità di lavoro, e ne pubblicano i risultati in relazione al taxon studiato. Pertanto i nomi scientifici degli organismi sono la chiave di accesso a un immenso corpo di informazione, disperso in molte lingue e proveniente da molti campi della Biologia.
- Permettono di fare predizioni riguardo alla fisiologia, ecologia ed evoluzione dei taxa. Per esempio, è molto comune che quando si trova un composto di interesse medico in una pianta, si investiga se questo composto o altri similari si trovino anche in altre specie ad essa imparentate.

## Nomenclatura
La nomenclatura è la sottodisciplina che applica le regole per denominare e descrivere i taxa. L'obiettivo principale della Nomenclatura è quello che (1) ogni organismo possegga solo un nome corretto, e (2) non abbia 2 taxa differenti che portino lo stesso nome. Le regole di nomenclatura sono scritte nei Codici Internazionali di Nomenclatura. Ce n'è uno per ogni disciplina: di Zoologia, di Botanica, di batteri e di virus, e vengono aggiornati frequentemente in base al risultato ottenuto nei congressi internazionali che riuniscono gli scienziati proprio per tale scopo. I Codici forniscono il regolamento affinché i taxa scelti siano "validamente pubblicati". Perciò devono possedere un "nome corretto" (e una descrizione riguardo al fatto se il taxon appartenga o no alla categoria specie), ed essere pubblicati in qualche rivista scientifica o libro.
I nomi corretti dei taxa sono quelli che si attengono ai principi di Nomenclatura, espressi nei Codici di Nomenclatura Botanica e Zoologica, che sono:
1. La nomenclatura botanica è indipendente dalla nomenclatura zoologica (ognuna viene rappresentata con il suo proprio Codice). Di conseguenza, lo stesso nome può essere utilizzato per una pianta o per un animale (sebbene ciò non sia consigliabile).
2. Il nome di ogni gruppo tassonomico deve essere accompagnato da un tipo. Il "tipo" è un po' diverso se stiamo parlando di un nome incluso nella categoria specie o inferiore, o di un nome di una categoria superiore alla specie. Quando viene descritto un taxon corrispondente alla categoria specie o inferiore alla specie, l'autore deve assegnare un campione specifico della specie affinché sia designato come lo "specimen tipo nomenclaturale" che deve essere immagazzinato in un luogo accessibile (per esempio se è una pianta, in un erbario), sebbene si possano anche accettare illustrazioni. Rispetto ai taxa superiori alla specie, il nome del genere possiede come "tipo" il nome di quella specie circoscritta in esso, che fu pubblicata per prima. Il nome di ogni taxon superiore al genere possiede come "tipo" il nome del genere che venne pubblicato per prima dentro la circoscrizione del taxon. Il tipo ha come scopo quello di attuarsi come riferimento per il nome, poiché è il campione sopra al quale il nome è basato. Per esempio, quando un taxon si divide in due, in modo che uno dei nuovi taxa conservi il nome e l'altro passa ad avere un nome nuovo, il taxon a cui si lascia l'antico nome deve contenere anche l'antico tipo nella sua circoscrizione, e basare la sua descrizione sul tipo. Il tipo utilizzato nella pubblicazione originale lo si chiama olotipo; se l'olotipo si perde, si può scegliere altro specimen del materiale originale come tipo nomenclaturale, che in questo caso si chiama lectotipo. Se non ci sono campioni per creare un lectotipo, si può raccogliere un nuovo specimen affinché funga da tipo, in quest'altro caso si chiama neotipo.
3. C'è un solo nome corretto per ogni taxon. Il nome esatto per ogni taxon è il primo che fu pubblicato secondo regola. Ciò è anche noto come il "principio di priorità".
4. Ci possono essere eccezioni riguardo al principio di priorità. Da un lato alcuni nomi ampiamente usati non sono in realtà il nome più antico assegnato al taxon. Da l'altro lato a volte vi sono taxa che posseggono più di un nome corretto. A volte il taxon viene associato alla lista di nomina conservanda, nomi che si considerano validi per ragioni pratiche.
5. I nomi scientifici devono essere in latino, o latinizzati sebbene le sue origini siano in altro idioma.
6. Non si possono avere due taxa distinti che portano lo stesso nome dentro uno stesso Codice.
7. Le regole di nomenclatura sono retroattive, a meno che se ne indichi espressamente il contrario.

Quando l'applicazione stretta di un Codice risulta confusa o ambigua, i problemi sono portati alla sua Commissione relativa affinché si prenda una decisione al riguardo. Per esempio, le decisioni prese dalla Commissione Internazionale di Nomenclatura Zoologica (che vige sopra il Codice Internazionale di Nomenclatura Zoologica) sono pubblicati nella sua rivista, il Bulletin of Zoological Nomenclature ("Bollettino di Nomenclatura Zoologica").

### Categorie tassonomiche
La categoria fondamentale è la specie, perché offre il taxon chiaramente riconosciuto e discreto di volume più piccolo. Sistematici, biologi evolutivi, biologi della conservazione, ecologi, agronomi, orticoltori, biogeografi e molti altri scienziati sono più interessati ai taxa della categoria specie che non a quelli delle altre. Il concetto di specie è stato intensamente dibattuto sia per quanto riguarda la Sistematica sia per la Biologia evolutiva. Molti libri pongono il centro dell'attenzione nella definizione di specie e speciazione (King 1993, Lambert e Spencer 1995, Claridge et al. 1997, Howard e Berlocher 1998, Wilson 1999, Levin 2000, Wheeler e Meier 2000, Schilthuizen 2001). Negli animali, specialmente nei vertebrati di grande taglia, il criterio della capacità di ibridare è il più usato per distinguere le specie. Nella maggior parte dei vertebrati, i gruppi di individui interfertili coincidono con gruppi morfologici, ecologici e geografici, per cui le specie sono facili da definire. Si possono perfino mettere a prova i limiti delle specie analizzando l'interfertilità tra le popolazioni. Questo concetto di specie, chiamato "concetto biologico di specie" (o "BSC", in lingua inglese per "biological species concept", Mayr 1963, vedere anche Templeton 1989, Coyne 1992, Mayr 1992), fu quello che dominò la letteratura zoologica e, fino ad oggi, anche la botanica. Questo criterio però sbaglia nel momento in cui viene a definire le specie di piante, per il fatto che esiste ibridazione fra specie che convivono in uno stesso luogo (dette talvolta "semispecie" e il gruppo che le abbraccia laddove esse ibridano viene detto "syngameon"). La riproduzione uniparentale evita l'interscambio genetico (e crea popolazioni in minima parte differenziate, dette "microspecie"), dimodoché una stessa specie viene a possedere individui ubicati in luoghi molto distanti (per esempio in diversi continenti) che non interscambiano nessun materiale genetico fra loro. Rispetto alle prove di interfertilità, nelle piante l'interfertilità delle popolazioni varia da 0 a 100 %, e nei suoi livelli intermedi, l'assegnazione di specie non si può dare in modo univoco secondo il concetto di specie biologica (Davis e Heywood 1963). Perciò i sistematici delle piante non definiscono le specie come comunità riproduttive, bensì come una popolazione o gruppo di popolazioni che possiedono molta evidenza nel formare un lignaggio evolutivo indipendente, abbandonando in questo modo il concetto biologico di specie o BSC (Davis e Heywood 1963, Ehrlich e Raven 1969, Raven 1976, Mishler e Donoghue 1982, Donoghue 1985, Mishler e Brandon 1987, Nixon e Wheeler 1990, Davis e Nixon 1992, Kornet 1993, Baum e Shaw 1995, McDade 1995).
Anche le popolazioni sono difficili da definire e normalmente vengono descritte come gruppi di individui di una stessa specie che occupano una regione geografica più o meno ben definita e con individui interagenti (interactuando) fra loro. Le popolazioni possono variare nella taglia nel rapporto di uno su milioni di individui, e possono persistire nel tempo per meno di un anno o mille anni. Possono essere il prodotto della discendenza di un solo individuo, o ricevere costantemente immigranti, per cui posseggono anche differenti livelli di diversità genetica.
La specie viene suddivisa in sottospecie, se possiedono poco occultamento (solapamiento) geografico, però esiste un po' di ibridazione. Se i migranti di una popolazione si vedono in svantaggio riproduttivo con il subentrare di un'altra popolazione, i sistematici allora le considereranno appartenenti a due specie distinte, chiaramente definite.
Anche sotto la sottospecie si può seguire la suddivisione in taxa nelle categorie varietà e forma.
Le specie a loro volta si raggruppano in taxa superiori, ognuno in una categoria più alta: genere, famiglie, ordini, classi, ecc.
Una lista delle categorie tassonomiche generalmente usate includerebbe il dominio, il regno, il sottoregno, il phylum (o divisione, nel caso delle piante), e subphylum o suddivisione, la superclasse, la classe, la sottoclasse, l'ordine, il sottordine, la famiglia, la sottofamiglia, la tribù, la sottotribù, il genere, il sottogenere e la specie.
Poiché le categorie tassonomiche al di sopra della categoria specie sono arbitrarie, un genere (gruppo di specie) in una famiglia può non avere la stessa età né ospitare la stessa quantità di variazione, né di fatto avere niente in comune con un genere di altra famiglia, se non il fatto che i due sono gruppi monofiletici appartenenti alla stessa categoria tassonomica. I sistematici esperti, ben consapevoli di ciò, si rendono conto che i generi, le famiglie, eccetera non sono unità comparabili (Stevens 1997); tuttavia, alcuni scienziati cadono frequente nell'errore di utilizzare queste categorie come se lo fossero. Per esempio, è comune vedere la dimensione della diversità di piante come un elenco di famiglie delle piante presenti in un dato luogo, sebbene il fatto che questi taxa appartengano a una "famiglia" non significa niente di particolare. Questa confusione è quella che portò alla proposta della eliminazione delle categorie tassonomiche, e di fatto sono pochi i sistematici che se ne preoccupano e molte volte chiamano i gruppi monofiletici con nomi informali proprio per evitarle (per esempio parlano delle "angiosperme" per evitare di discutere sul fatto se sono "magnoliophyta", "magnoliophytina", "magnoliopsida", ecc.). Vedere più avanti la discussione sopra l'assunto.

### Nome scientifico
Nella nomenclatura binomiale di Linneo, ogni specie animale o vegetale viene designata da un binomio (un'espressione di due parole) in latino, dove la prima, il "nome generico", è condiviso dalle specie dello stesso genere; e la seconda, l'"aggettivo specifico" o "epiteto specifico", allude a una qualche caratteristica o proprietà distintiva; questa può soddisfare il colore (albus, "bianco"; cardinalis, "rosso cardinale"; viridis, "verde"; luteus, "giallo"; purpureus, "porpora"; ecc.), l'origine (africanus, "africano"; americanus, "americano"; alpinus, "alpino"; arabicus, "arabico"; ibericus, "iberico"; ecc.), l'habitat (arenarius , "che cresce nella sabbia"; campestris, "di campi"; fluviatilis, "dei fiumi"; ecc.); inoltre l'attributo può omaggiare una personalità del mondo scientifico o della politica o soddisfare qualche altro criterio. Non è necessario che il nome sia in latino, è necessario soltanto che sia latinizzato. I nomi di genere devono essere sempre scritti con l'iniziale maiuscola, gli aggettivi specifici con la minuscola, e i nomi di genere e quelli di specie vanno sempre scritti in corsivo (o sottolineati, se scritti a mano).
Nello scrivere il nome della specie, l'epiteto specifico non viene mai utilizzato da solo, ed è obbligatorio che sia preceduto dal nome del genere, in modo che il nome della specie sia il binomio completo. L'uso della prima lettera del nome del genere che precede l'epiteto specifico è altrettanto accettabile una volta che il nome ormai sia apparso nella sua forma completa nella stessa pagina o in un piccolo articolo. Così per esempio, il lombrico di terra venne chiamato Lumbricus terrestris da Linneo, e se il nome già apparve prima nell'articolo, può ritornare a chiamarsi come L. terrestris. Rispetto ai taxa ubicati nella categoria di genere e superiore, i nomi sono uninominali (ovvero constano di una sola parola), e sempre si scrivono con la prima lettera maiuscola (sebbene solamente nella categoria di genere vadano in corsivo). Siccome i Codici di Nomenclatura proibiscono che dentro ogni Codice si abbiano due taxa con lo stesso nome, non si possono di conseguenza avere due generi con lo stesso nome (né due taxa al di sopra del genere con lo stesso nome); ma poiché succede che l'aggettivo specifico delle specie sia usato soltanto dopo il nome del genere, si possono avere così due specie differenti appartenenti a generi diversi che condividano lo stesso aggettivo specifico. Una volta fissato, un nome non viene sostituito da un altro senza un motivo tassonomico. Per esempio il rovere nei dintorni di Madrid venne battezzato come Quercus pyrenaica erroneamente, considerato il fatto che non lo si trova nei Pirenei, ma tale circostanza non giustifica un cambiamento del nome.
Sebbene al tempo di Linneo i nomi fossero semplici e descrittivi, ultimamente si sono registrati nomi scientifici insoliti: il ragno Pachygnatha zappa, perché ha una macchia nell'addome simile al baffo dell'artista Frank Zappa; alcune mosche succhiatrici di sangue del genere Maruina con attributi affettuosi in lingua spagnola: Maruina amada, M. amadora, M. cholita, M. muchacha, M. querida, M. chamaca, M. chamaguita, M. chica, M. dama, M. nina, M. tica e M. vidamia; il dinosauro che venne chiamato Bambiraptor dal nome di Bambi, quello del film di Disney, per le sue modeste proporzioni; il mollusco bivalve Abra cadabra (sebbene dopo lo si cambiasse di genere); e forse il caso più curioso: il genere di ragni brasiliani Losdolobus, chiamato così perché i ricercatori che lo descrissero, volendo omaggiare due argentini che avevano collaborato,  inventarono un nome per il nuovo genere. Losdolobus sta per "los dolobus", termine del lunfardo argentino intraducibile appropriatamente.
Riguardo alle restrizioni per denominare i taxa: i generi e specie non sono particolarmente vincolati (salvo per il fatto che debbano essere in latino o latinizzati); nelle categorie superiori, talvolta, il genere è designato da un suffisso particolare, come viene indicato nella seguente tabella:
| Categoria tassonomica  | Piante   | Alghe     | funghi     | Animali | Batteri |
| ---------------------- | -------- | --------- | ---------- | ------- | ------- |
| Divisione/Phylum       | -phyta   | -phyta    | -mycota    |         |         |
| Suddivisione/Subphylum | -phytina | -phytina  | -mycotina  |         |         |
| Classe                 | -opsida  | -phyceae  | -mycetes   |         | -ia     |
| Sottoclasse            | -idae    | -phycidae | -mycetidae |         | -idae   |
| Superordine            | -anae    | -anae     | -anae      |         |         |
| Ordine                 | -ales    | -ales     | -ales      |         | -ales   |
| Sottordine             | -ineae   | -ineae    | -ineae     |         | -ineae  |
| Infraordine            | -aria    | -aria     | -aria      |         |         |
| Superfamiglia          | -acea    | -acea     | -acea      | -oidea  |         |
| Epifamiglia            |          |           |            | -oidae  |         |
| Famiglia               | -aceae   | -aceae    | -aceae     | -idae   | -aceae  |
| Sottofamiglia          | -oideae  | -oideae   | -oideae    | -inae   | -oideae |
| Infrafamiglia          |          |           |            | -odd    |         |
| Tribù                  | -eae     | -eae      | -eae       | -ini    | -eae    |
| Sottotribù             | -inae    | -inae     | -inae      | -ina    | -inae   |
| Infratribù             |          |           |            | -ad     |         |

Un esempio di taxon è l'ordine dei Primati. In questa espressione, l'"ordine" specifica la categoria o rango tassonomico del gruppo, più ampio di quello di famiglia e meno ampio di quello di classe. "Primati" è il nome latino specifico del gruppo o taxon indicato. L'ordine dei Primati resta subordinato alla classe dei Mammalia (mammiferi), e include diverse famiglie come quella dei Cebidae (cébidos, le scimmie americane) o la familia degli Hominidae (ominidi, la famiglia alla quale noi apparteniamo).
Inoltre, nel caso delle specie il nome deve essere seguito dal cognome dell'autore che ne fece la prima descrizione (normalmente definito "autorità") seguito dall'anno nel quale venne descritto per la prima volta. Quando la specie viene ubicata in un genere diverso da quello che gli fu assegnato dalla sua autorità originale, il nome dell'autore e l'anno si mettono fra parentesi, per esempio, la stella marina Pisaster giganteus (Stimpson, 1857).

### Determinazione o identificazione di organismi
Una volta ottenuto un sistema di classificazione stabile con tutti i suoi taxa correttamente nominati, nasce la sottodisciplina della determinazione, altrimenti detta identificazione degli organismi. La determinazione è la disciplina che situa un organismo sconosciuto dentro un taxon conosciuto del sistema di classificazione, attraverso i suoi caratteri diagnostici. Perciò è necessario che l'informazione sopra i taxa sua disponibile in una forma accessibile, e a volte sono necessari anche altri elementi come la lente d'ingrandimento o il microscopio, per poter osservare i caratteri dell'organismo in modo da ubicarlo in uno o in un altro taxon. L'informazione normalmente resta disponibile in enormi libri chiamati chiavi di identificazione che possiedono un sistema ("chiave") che permette al lettore di essere guidato verso il taxon al quale appartiene l'organismo. Anche questi libri sono chiamati "Flore" se trattano di piante terrestri o "Faune" nel caso di animali. Normalmente le chiavi di identificazione sono fornite per una data regione, poiché sarebbe inutile includervi in esse l'informazione riguardo a taxa che non si trovano nella regione dove si è trovato l'organismo da determinare.

### Perché cambiano i nomi dei taxa?
La descrizione formale e la tipificazione dei taxa sono procedimenti nei quali è frequente osservare errori e inconsistenze, e ciò accadeva perfino in maggior misura prima che i codici internazionali regolamentassero questi lavori molto meticolosamente. I nomi dei taxa possono cambiare quando sono riscoperte descrizioni più antiche dello stesso taxon, applicandovi così il principio di priorità, o quando si osserva che la descrizione originale in realtà si riferiva a un taxon differente. Le regole della nomenclatura indicano in questi casi che il nome del taxon debba essere cambiato senza discussione ma, se per l'estensione dell'uso del nome sembra desiderabile la sua conservazione, si deve promuovere una proposizione formale davanti al comitato corrispondente del Congresso Internazionale. Questo può decidere se accettare l'inclusione nella lista della nomina conservanda, nomi che si considerano validi per ragioni pratiche, sebbene il loro uso contravvenga la regola di priorità. Non si suole dare quei due casi nei gruppi già ben studiati, e nei Codici inoltre vi sono meccanismi per la soppressione dei nomi poveramente definiti nei gruppi più complicati. Una volta consolidata la tassonomia fondamentale di un gruppo, è poco probabile che si diano cambiamenti di nomi per questa serie di cause.
Il motivo per cambiare i nomi stabiliti non sta solo nell'emendamento di errori di procedimento, bensì anche nella evoluzione del giudizio scientifico degli specialisti, inevitabile nella misura in cui cresce la conoscenza. Anche se le associazioni fra i nomi e gli specimen "tipo" sono stati stabiliti d'accordo con tutte le regole, i nomi possono seguire cambiamenti essenzialmente per due motivi: per il fatto che i tassonomisti differiscono dai loro antecessori riguardo alle opinioni di come si debbano circoscrivere i taxa, o che la scoperta di nuova informazione obblighi a modificarne il criterio.
Per esempio, è molto comune a molti gruppi di organismi appena scoperti che gli venga dato un nome di specie (e di genere incluso) nuovo, ma alcuni anni dopo un tassonomista che li studia arriva alla conclusione che tutti possono ibridare fra loro e dare discendenza fertile, perciò unifica tutti i taxa in un'unica specie (in questo caso tutti i nomi cambiano il nome della prima specie descritta dentro il gruppo), e in ogni caso lasciando gli antichi nomi di specie come sottospecie. Alcuni anni dopo può arrivare un altro tassonomista che decida che questi gruppi di organismi dovrebbero dividersi in due specie distinte, che in natura convivono senza ibridarsi (sebbene potrebbero) e perché ognuna delle specie che egli propone forma un'unità monofiletica in un'analisi di filogenesi. Allora quelli che rientrano nella "nuova" specie, li si cambia il nome di specie con quello della specie più antica descritta dentro la "nuova" specie.
Un altro tassonomista potrebbe argomentare successivamente che tutti i gruppi originalmente descritti sono specie valide dello stesso genere, dovuto al fatto che ognuno di essi può essere identificato dal suo proprio gruppo di caratteri morfologici, e che dentro ognuno di essi si trova il modello di ascendenza e discendenza. In questo caso, tutti i nomi di specie cambierebbero il primo nome dato ad ogni gruppo quando venne descritto, ma tutti i nomi di genere si unificherebbero in uno solo, onde per cui tutti i generi passerebbero a denominarsi come il genere più antico descritto dentro il gruppo. Questa instabilità dei nomi sarebbe dovuta unicamente ai cambiamenti nella "filosofia tassonomica". Queste differenze concettuali tra tassonomisti sono estremamente comuni al giorno d'oggi, portando una grande instabilità potenziale nei nomi dei taxa (Vane-Wright 2003).

## Prospettive della scienza della tassonomia
Nel decennio del 2000 è ritornata di moda la scienza tassonomica nell'ambiente scientifico (Mallet e Willmott 2003), dovuto in parte alle approssimazioni rivoluzionarie riguardo ai problemi tassonomici dati dall'analisi del DNA e Internet, e in parte alla conoscenza della sua utilità, scaturita dalla crisi della biodiversità che stiamo vivendo. I nuovi strumenti disponibili generano discussioni sulla utilità delle regole della tassonomia così come sono e ci si domanda riguardo alla necessità di riformare i Codici di Nomenclatura Zoologica e quelli di Botanica (Mallet e Willmott 2003).

### Il ruolo del DNA nella tassonomia
Le sequenze di DNA si utilizzano sempre più nelle analisi filogenetiche per il fatto che alcune centinaia di basi, con la loro quantità enorme di combinazioni potenziali, bastano per fare analisi di identificazione e parentela. Perciò alcuni autori, come Herbert et al. (2003), e Tautz et al. (2003), propongono un ruolo centrale del DNA nella definizione delle specie, in modo che un campione di DNA e la lettura della sua sequenza di base dovrebbe essere uno dei caratteri dello specimen tipo, e una specie di marchio per il taxon al quale appartiene lo specimen. È stato proposto che la sequenza di DNA serva come un carattere chiave, di utilizzo simile al codice a barre nei supermercati. Questa "tassonomia basata sul DNA" addolcirebbe addirittura molti degli stessi problemi che hanno gli altri approcci: per esempio, il problema dei limiti della circoscrizione dei taxa. I cambiamenti di nome che più disturbano e stancano i biologi sono quelli che si danno non per deficienze nella precedente circoscrizione dei taxa, ma perché cambiano i concetti utilizzati per definirli. Altro problema è che bisogna decidere quale sequenza usare, poiché alcune sequenze non danno una informazione che differenzi il taxon dagli altri.
Questo può succedere perché uno stesso gene può mantenersi inalterato per milioni di generazioni dopo la speciazione, o a causa del fenomeno di introgressione (in questo modo un gene che si sia differenziato torna al suo stato precedente). Pertanto, come non è conveniente confidare in un solo carattere morfologico per identificare una specie, nemmeno è conveniente confidare in una sola sequenza di DNA (Mallet e Willmott 2003). Anche se la "tassonomia basata sul DNA" fosse finanziata, è necessario domadarsi se sia necessario aggiungere una richiesta extra al già lento processo di scrivere nuovi taxa, specialmente tenendo conto che soltanto il 10% delle specie del pianeta è stato descritto (Mallet e Willmott 2003). Per questo, probabilmente la maggioranza dei biologi vedranno le sequenze di DNA come un complemento più che come una sostituzione dell'informazione morfologica. Ad ogni modo, i Codici di botanica e zoologia non specificano nessun carattere particolare per diagnosticare nuovi taxa, cosicché la "tassonomia del DNA" è ormai valida, sebbene la descrizione di caratteri visibili possa essere di un utilizzo più immediato e definitivamente più interessante della lettura delle sequenze di DNA.
Ormai è diventato routine che le specie di microorganismi si delimitino attraverso metodi molecolari, e, per delucidare l'albero della vita completo, sarebbe chiaramente utile mettere in sequenza gli stessi geni in molti taxa differenti. Per ottenere quest'ultimo, sarebbe necessario un "progetto genoma orizzontale", e un sistema di archivio di DNA, oltre al fatto se il DNA sia consono a una richiesta riguardo alla descrizione di tutte le specie o no. D'altra parte sebbene oggi il suo utilizzo sia più limitato di quello proposto dai suoi seguaci, l'acquisizione del "codice a barre del DNA" per alcune specie ha portato alla scoperta di specie criptiche (che sono così somiglianti morfologicamente fra loro che sono state categorizzate come un'unica specie, vedere per esempio Siddall et al. 2007, sebbene bisogna mettere in conto che in altri studi non è stato utile per identificare specie, per esempio Elias et al. 2007).
I potenziali benefici di ottenere la stessa sequenza di DNA in tutte le specie ha portato molti scienziati ad organizzarsi dando come risultato la prima conferenza scientifica internazionale chiamata "Barcoding of Life" ("Prendendo il codice a barre della vita") nel Museo di Storia Naturale di Londra nel febbraio del 2005 (Savolainen et al. 2005), e la Seconda Conferenza a Taipei nel 2007 (Sciencedaily 2007).

### Iniziative tassonomiche su Internet
Molte iniziative tassonomiche si sono consolidate su Internet. Le più popolari nell'ambiente scientifico forse sono le seguenti (Mallet e Willmott 2003):
- (EN)  All-Species  http://www.allspecies.org.
- (EN)  GBIF  http://www.gbif.org.
- (EN)  Species 2000  http://www.sp2000.org. URL consultato il 26 giugno 2009 (archiviato dall'url originale il 1º luglio 2014).
- (EN)  Tree of Life  http://www.tolweb.org/tree/phylogeny.html.

Ma esistono più di 50 progetti in tutto il mondo. Charles Godfray (2002) è soltanto uno dei tanti che proposero l'integrazione di tutta l'informazione tassonomica in un solo portale revisionato per pari ("peer-reviewed"), per rimpiazzare il sistema di descrizioni di specie disperse fra centinaia di riviste alle quali è complicato accedere. Certo è che un web universale di informazione tassonomica si avrà solo quando esisterà un web che dia la migliore informazione, la più completa, attualizzata, di contenuto libero, e amichevole ("user-friendly"), allora le altre cadranno in disuso. Soltanto per i batteri questa informazione è già stata unificata.

### Proposte per un registro centrale di nomi
Lo stesso Charles Godfray (2002) propone oltre alla precedente, una "prima revisione attraverso il web" come il nuovo punto di partenza della nomenclatura per ogni gruppo, in modo che i sinonimi utilizzati in pubblicazioni anteriori saranno invalidati a partire dalla validazione su Internet. Alessandro Minelli, il presidente della Commissione Internazionale per la Nomenclatura Zoologica, argomenta ugualmente a favore di un registro centrale di nomi (Minelli 2003).
Il codice per i batteri già ha un registro centrale di nomi: tutti i nomi validi dei batteri sono pubblicati in un'unica rivista, con una nuova data d'inizio della nomenclatura fissata nel 1980. Si possono attendere riforme simili nei codici dei macroorganismi, ma gli zoologi e i botanici devono ratificare le proposte. La possibilità che alcuni specialisti possano monopolizzare la nomenclatura fu una delle preoccupazioni che portò i botanici a rifiutare le richieste per un registro centrale dei nomi nel Congresso Internazionale di Botanica nel 1999 (Greuter et al. 2000); proposte similari vennero scartate dal Codice di Zoologia del 1999 (International Commission on Zoological Nomenclature, 1999). Inoltre, siccome molti cambiamenti sono dovuti a differenze nei concetti di specie più che alla confusione riguardo alla priorità di nomi o alla identificazione, la stabilità dei nomi è improbabile anche se porta ad avere un unico registro di essi.

### Proposte di tassonomia libera da ranghi
Bisogna anche domandarsi del futuro della "tassonomia libera da ranghi" ("rank-free taxonomy") e il PhyloCode creato da alcuni anni. Coloro che lo sostengono sperano di rimpiazzare la nomenclatura linneana basata sui ranghi o categorie tassonomiche, con un sistema uninominale che denomini cladi. Questa approssimazione lascerebbe a lato il difficile dibattito riguardo a quali cladi costituiscano un taxon con i suoi corrispondenti nomi e categoria tassonomica. Il PhyloCode non arrivò ad essere discusso nel dibattito su una tassonomia unitaria almeno fino al 2003 (Mallet e Willmott 2003). D'altra parte i sistemi di classificazione moderni basati sull'analisi molecolare del DNA (come il sistema APG II, quello di Smith et al.), sebbene utilizzino la nomenclatura binomiale e le categorie proposte da Linneo, a livelli superiori all'ordine o alla classe utilizzano cladi "fluttuanti" non assegnati a categorie tassonomiche. Ciò può cambiare in futuro, quando le ricerche in filogenesi si considereranno terminate, oppure si possono appropriatamente avere nodi non assegnati a nessun taxa, dato che i ricercatori concordano sul fatto che non sia necessario che tutti i nodi debbano essere "nominati".

### Il futuro dei Codici
È evidente che tanto le proposte di un registro centrale di nomi, quanto la "tassonomia libera da ranghi" e la "tassonomia basata sul DNA", implicano che le regole esistenti per la nomenclatura tassonomica sono inadeguate. Questi Codici sono il risultato di dibattiti secolari. Nonostante la loro fragilità, sono risultati impressionanti, e possono essere adattati per riflettere le nuove necessità. Riforme delle nomenclatura sono continuamente necessarie, ma l'esito e l'universalità del sistema richiedono che i riformatori le attuino con sensibilità e soltanto con ampio consenso, onde evitare la frammentazione della conoscenza esistente in sistemi multipli incompatibili (Mallet e Willmott 2003).

## Storia

### Origini della tassonomia
Le origini della tassonomia risalgono alle origini del linguaggio, quando la gente chiamava con gli stessi nomi un organismo più o meno simile, sistema che persiste oggigiorno in quello che noi definiamo "nomi volgari". Tutte le società umane possiedono un sistema tassonomico che nomina le specie e le raggruppa in categorie di ordine superiore.
L'essere umano possiede un concetto intuitivo di ciò che costituisce una specie, prodotto dal categorizzarle secondo le sue proprietà emergenti osservate, e ciò si vede riflesso nel fatto che tutte le classificazioni popolari degli organismi possiedono notevoli similitudini fra loro e anche con quelle utilizzate oggigiorno dai biologi professionisti (Hey 2001).
La tassonomia biologica come disciplina scientifica nacque in Europa, dove, nel Medioevo, si formarono le università in cui si discutevano temi di tipo filosofico e tecnico. Fu in questo contesto che i naturalisti si resero conto che, sebbene i nomi volgari siano utili nel linguaggio quotidiano, era necessario un sistema più universale e rigoroso per definire gli organismi: ogni specie doveva essere denominata, possedere un unico nome ed essere descritta in forma univoca. Successivamente il sistema occidentale così stabilito si estenderà a tutto il mondo.

### Dalla tassonomia linneana all'Origine delle specie

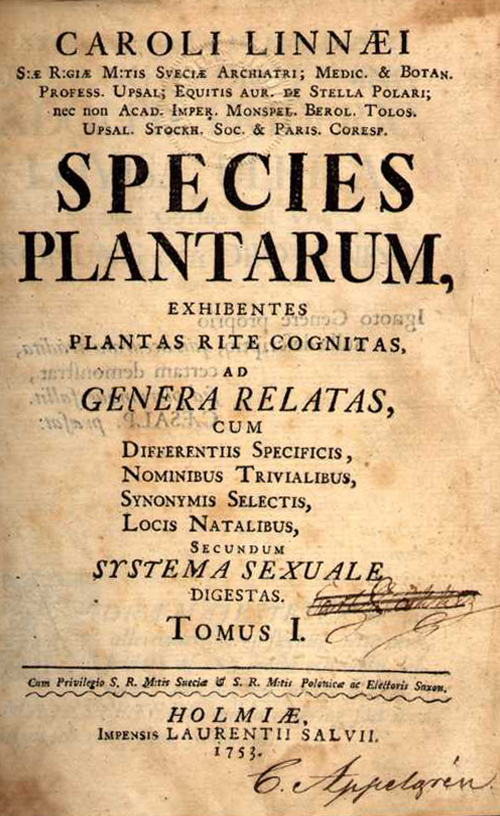
Frontespizio dell'opera di Linneo Species plantarum (1753), dove si instaurò l'uso della nomenclatura binomiale

Per un certo tempo i naturalisti tentarono di ordinare l'informazione disponibile sugli organismi e regolamentarne i loro nomi, ma fu nel secolo XVIII che la tassonomia ricevette una spinta decisiva, grazie al naturalista svedese Carlo Linneo, che ebbe l'ambizione di nominare tutti gli animali, piante e minerali conosciuti dell'epoca, raggruppandoli secondo le loro caratteristiche fisiche condivise, e infine normalizzare la loro denominazione. Nel 1753 pubblicò un'ampia opera in due volumi nei quali accumulò e ordinò le informazioni disponibili riguardo alle piante, e fu questo suo lavoro che definì le basi del sistema che si utilizza ancora nel ventunesimo secolo. Il libro si intitolava Species Plantarum ("I tipi di piante"), scritto nella lingua universale dell'epoca, il latino. In questo libro le piante venivano raggruppate secondo le loro similitudini morfologiche. Linneo fu uno dei primi naturalisti ad enfatizzare l'uso di similitudini fra organismi per arrivare a costruire un sistema di classificazione. In questo modo, senza accorgersene, stava classificando gli organismi in virtù delle loro similitudini genetiche, e perciò anche evolutive. Nel suo libro, ogni "tipo di pianta" era descritto con una frase in latino limitata a dodici parole.
Linneo propose che queste piccole descrizioni fossero i nomi utilizzati in tutto il mondo per riferirsi ad ognuna delle loro "specie". Queste piccole descrizioni, o polinomi, vennero da lui definite "il nome proprio di ogni specie", ma vi aggiunse un'importante innovazione che già era stata utilizzata prima da Caspar Bauhin (1560-1624): la nomenclatura binomiale o binomi, come il "nome breve" delle specie. Nelle annotazioni fatte sulle sue Species Plantarum, seguite dal nome "appropriato" polinomiale di ogni specie, scrisse una sola parola, combinata con la prima parola del polinomio (oggi definente il genere), formando così un nome breve per ogni specie di più facile memorizzazione. Per esempio, l'erba gatta fu denominata "appropriatamente" con il polinomio: Nepeta floribus interrupte spicatus pedunculatis (in italiano: "Nepeta con fiori in una spiga interrotta pedunculata"). Linneo scrisse la parola cataria al margine del nome appropriato della specie, che vuole dire "relazionata con i gatti", facendo riferimento a un attributo familiare della specie. Tanto lui come pure i suoi contemporanei rapidamente iniziarono a chiamare la pianta con il nome Nepeta cataria, che è il nome ancora usato nel ventunesimo secolo.
La nomenclatura binomiale, identificando in maniera univoca le specie, risolveva così i problemi di comunicazione prodotta dalla varietà di nomi locali. Contemporaneamente Linneo propose uno schema gerarchico di classificazione, dove le specie molto simili si raggruppano in uno stesso genere. La categoria di genere già esisteva, in realtà nel 1694 quando Joseph Pitton de Tournefort fornì delle guide per descrivere i generi: i caratteri dei generi dovevano essere riconoscibili in tutti i membri del genere e visibili senza l'uso di un microscopio. Per quanto possibile, questi caratteri dovevano essere presi dal fiore e dal frutto. Linneo utilizzò i generi, credendo che tanto i generi quanto le specie esistessero in natura, mentre le categorie più alte erano solo materia di convenienza umana.
Anche Linneo cercò di raggruppare i generi in famiglie "naturali" (vale a dire, in famiglie che riflettessero le relazioni tra gli organismi in natura), sebbene non conferendogli una descrizione, e per il 1751 aveva riconosciuto 67 famiglie, lasciando molti generi senza ubicazione. Linneo cercava caratteri che si potessero trovare in tutti i membri di ogni famiglia, ma fallì nella sua impresa perfino in quelle più "naturali" delle famiglie, come le Umbelliferae.
Da allora fino al 1789, a vari autori, come Michel Adanson (1763-1764), parve evidente che i caratteri variavano addirittura dentro i gruppi "naturali", concludendo che non ci sono caratteri essenziali per definire un gruppo, e che i gruppi avrebbero dovuto essere definiti soltanto mediante un sindrome di caratteri.
Ne 1789, Antoine-Laurent de Jussieu nel suo libro Genera plantarum descrisse tanto i generi quanto le famiglie di piante e mise queste ultime in classi. La sua catalogazione in specie, genere e famiglie ebbe successo, e questa fondazione jussiana è quella che fondamentalmente si conserva oggigiorno per la classificazione delle piante. Con il tempo vennero ad aggregarsi famiglie e i limiti delle famiglie esistenti in questo libro furono modificate, aggiungendovi più categorie, come quella di ordine tra famiglia e classe, e phylum e regno in cima alla classe.
Riguardo agli animali, nel 1758 Linneo pubblicò la decima edizione del suo Systema Naturae, nel quale elencò tutti gli animali da lui conosciuti in quel momento e classificandoli come aveva fatto precedentemente con le piante. Linneo denominò circa 4.400 specie di animali, includendovi l'Homo sapiens, malgrado la reticenza esistente all'epoca di considerare l'uomo alla stregua di un animale.
In questo modo si vennero a delineare le prime relazioni tra le specie. I sistemi di classificazione possono essere "arbitrari", se cercano soltanto di raggruppare gli organismi onde facilitare la loro determinazione in maniera artificiosa (per esempio, secondo l'utilità che hanno per gli esseri umani), o "naturali", quando le gerarchie si stabiliscono in funzione delle loro affinità in Natura. La parola "naturale" non venne mai definita scientificamente, e all'epoca di Linneo si voleva dire soltanto che le specie erano state create "naturalmente" alcune somiglianti e altre dissimili dalle altre (in realtà, ogni scienziato possedeva la sua propria definizione di "sistema naturale").
Nel 1778 Lamarck suggerì che i caratteri utilizzati dai botanici per dividere i taxa debbano necessariamente essere gli stessi che la gente utilizzerà per diagnosticarli. Egli promosse l'uso della chiave di identificazione, libri che permettevano ai loro utilizzatori non esperti di identificare un dato organismo mediante caratteri facilmente visibili.
Il termine "tassonomia" (tassonomie, in francese) fu impiegato per la prima volta dal biologo svizzero Augustin Pyrame de Candolle all'inizio del XIX secolo. In termini strettamente etimologici, deve considerarsi forse preferibile la forma «tassinomia», ma ha un uso molto limitato, quasi sempre in traduzioni dal francese.
Un numero di sistematici, specialmente in Francia e Germania, adottarono il concetto di "especimen tipo". Questi "tipi" erano piante che si conservavano in un erbario, rappresentanti la forma più comune del gruppo, o la forma più "perfetta" (questi autori consideravano la simmetria radiale e la bisessualità più perfette di quelle delle restanti forme, per cui si dà il caso che conserveranno mutanti come esemplari tipo).
Vari decenni dopo l'edizione dei libri di Linneo, proliferarono i nomi per animali e piante, e spesso si ebbe più di un nome per una data specie (differenti nomi per lo stesso taxon sono chiamati "sinonimi"). Quando ciò accadeva, il nome di uso comune era normalmente il più descrittivo, o semplicemente quello utilizzato dalla autorità più eminente del momento. A ciò si sommava il fatto che alcuni nomi di genere e alcuni epiteti specifici fossero composti da più di una parola. Questa mancanza di stabilità nomenclaturale portò, nel 1813, all'adozione di un codice per denominare le piante, chiamato Théorie Elémentaire de la Botanique ("Teoria Elementare della Botanica"). Allo stesso modo, per gli animali, nel 1842, venne adottato un codice di norme formulate sotto il patrocinio della British Association for the Advancement of Science ("Associazione Britannica per il Progresso della Scienza"), chiamato Strickland Code ("Codice di Strickland"). I due codici definiranno le prime regole di Nomenclatura, con l'obiettivo di ottenere un solo nome valido per ogni specie.

### Tassonomia ed evoluzione

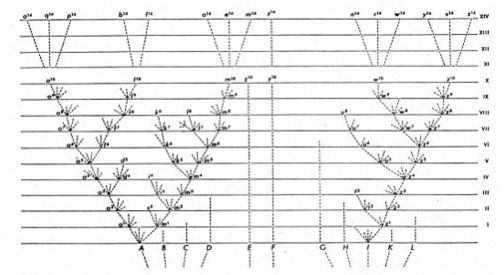
Diagramma disegnato da Charles Darwin in lOrigine delle specie.

Prima che esistesse la teoria dell'evoluzione, si pensava alle relazioni fra gli organismi in una forma molto simile a quelle esistenti fra i paesi in una mappa. Quando irruppe la teoria dell'evoluzione nella metà del XIX secolo venne subito riconosciuto, così come propriamente la formulò Darwin, che il grado di parentela tra i taxa (filogenesi) doveva essere il criterio per la formazione dei gruppi. La pubblicazione del suo libro L'origine delle specie nel 1859 stimolò l'incorporazione di teorie evolutive nella classificazione, processo che non è ancora terminato (de Queiroz e Gauthier 1992).
Il dibattito tra i sostenitori dei sistemi artificiali e i difensori della costruzione di un sistema naturale fu uno dei conflitti teorici più intensi riguardo alla biologia dei secoli XVIII e XIX, solamente risolto con la consolidazione della teoria dell'evoluzione, la quale offrì il primo criterio dimostrabile di "naturalezza": l'ascendenza comune. Mentre più somiglianti erano due organismi fra loro, più vicino era i loro ascendente comune, e perciò più vicini dovevano essere raggruppati nella classificazione. Gli organismi che condividono soltanto pochi caratteri condividono anche un ascendente più lontano e per questo sono ubicati in taxa differenti, condividendo perciò essi soltanto i taxa più alti.
Un passo critico in questo processo per convertire i sistemi di classificazione in un riflesso della storia evolutiva degli organismi fu l'acquisizione di una prospettiva filogenetica, per la quale biologi come Willi Hennig (entomologo tedesco, 1913-1976), Walter Zimmermann (botanico tedesco, 1892-1980), Warren H. Wagner, Jr. (botanico nordamericano, 1920-2000) e molti altri hanno fornito preziosi apporti. La biologia sistematica è la scienza che si occupa di relazionare i sistemi di classificazione con le teorie sull'evoluzione dei taxa.
Al giorno d'oggi, lo sviluppo di nuove tecniche (come l'analisi del DNA) e le nuove forme di analisi filogenetiche (che permettono di analizzare matrici con una quantità enorme di dati) stanno producendo cambiamenti sostanziali nelle classificazioni per l'uso, obbligando a disfare gruppi di lunga tradizione e definirne altri nuovi. Gli apporti più significativi provengono dal confronto diretto dei geni e dei genomi. Il "boom" dell'analisi dei geni degli organismi ha invertito il ruolo della morfologia specialmente nella tassonomia di piante: quando fu creata e nel corso di molti anni, la tassonomia era la scienza che raggruppava gli organismi secondo le loro affinità morfologiche (e quindi anche anatomiche, fisiologiche, ecc.). Ma oggigiorno, gli organismi sempre più vengono raggruppati secondo le similitudini del loro DNA (e, in secondo luogo, con l'appoggio del registro fossile e della morfologia), e l'evoluzione dei caratteri morfologici viene "interpretata" una volta che l'albero filogenetico finisce per essere adottato tramite il consenso comune.
Questa situazione arricchì il campo della Biologia sistemica, e raggiunse (quest'ultima) una relazione intima con la scienza dell'evoluzione, relazione che prima era stata disattesa dagli scienziati, a causa della quantità di imprecisioni che c'erano prima dell'arrivo delle analisi del DNA nei sistemi di classificazione. In molte porzioni dell'albero filogenetico, la tassonomia passò ad essere soltanto la sottodisciplina della biologia sistemica, la quale si occupa di creare il sistema di classificazione secondo le regole, e la "stella" passò ad essere di per sé l'albero filogenetico. I sistemi di classificazione si fanno in collaborazione, secondo l'albero filogenetico più accettato in modo consensuale dalla maggioranza degli studiosi (vedere per esempio APG II nel 2003 per le angiosperme, Smith et al. nel 2006 per le felci), e oggigiorno si utilizzano metodi statistici per decidere di comune accordo i nodi dell'albero filogenetico.

### Formalizzazione delle norme: i codici
Quello che originalmente era la Théorie Elémentaire de la Botanique, nel 1813, si convertì nell'International Code of Botanical Nomenclature ("Codice Internazionale di Nomenclatura Botanica" o ICBN) nel 1930, che si interessa della nomenclatura di piante e funghi (che tratta in modo diverso i due gruppi menzionati). Quello che originariamente era lo Strickland Code creato nel 1842, che regolava i nomi degli animali, fu revisionato dall'International Commission on Zoological Nomenclature ("Commissione Internazionale per la Nomenclatura Zoologica") e rinominato come International Code of Zoological Nomenclature ("Codice Internazionale di Nomenclatura Zoologica" o ICZN) nel 1901.
Il Codice Internazionale di Nomenclatura Botanica stabilì l'anno 1753 (quello della pubblicazione di Species Plantarum) come l'anno in cui inizia la nomenclatura botanica moderna, lasciando senza effetto i nomi pubblicati per le piante prima di questa data. Allo stesso modo, il Codice Internazionale per la Nomenclatura Zoologica stabili l'anno 1758 (l'anno i cui Linneo pubblicò la decima edizione del Systema Naturae) come l'anno di inizio della nomenclatura zoologica, lasciando senza effetto i nomi pubblicati per gli animali prima di questa data. I due Codici condividono gli stessi "principi di Nomenclatura" che già furono descritti, e si attualizzano come risultato dei Congressi Internazionali che si realizzano regolarmente a tale scopo.
Con il tempo i batteriologi, che si erano attenuti al codice botanico, svilupparono il loro proprio codice (Codice Internazionale per la Nomenclatura dei Batteri); e lo stesso fecero i virologi (studiosi dei virus) nel Comitato Internazionale per la Tassonomia dei Virus. Si discute sull'urgenza di formalizzare in modo equivalente la nomenclatura dei geni o delle proteine.

### Tassonomie volgari
Con lo sviluppo della tassonomia come scienza nella cultura occidentale ci si è allontanati progressivamente dalle varie tassonomie locali di origine popolare e mitica.
Fuori dall'Europa, questo portò molte volte gli scienziati a svalutare le conoscenze profonde che avevano i nativi delle specie del luogo naturale di cui essi erano originari.

Quando gli europei scoprirono l'America e si relazionarono ai suoi popoli originari, la volontà di dominio dei colonizzatori incluso quella nel campo intellettuale li portò a disattendere questa preziosa fonte di conoscenza. 
Apparentemente, i nativi non comprendevano le parole e le conoscenze proprie di qualunque società civilizzata come Dio, verginità o immacolata concezione. Gli indigeni americani avevano innumerevoli nomi per le piante, ma non un'unica parola che si potesse tradurre come albero. Le culture, la cui sopravvivenza dipendeva dalla conoscenza ed uso della vegetazione circostante, riconoscevano numerose piante utili, sapevano quali erano i loro usi, dandole nomi descrittivi. Tuttavia, è ovvio che non condividevano con i naturalisti concetti come specie, genere o classe. Per conquistare piante esotiche, l'europeo si deve disfare delle contingenze locali e fabbricare tipi ideali conformi con il sistema di classificazione europeo.»
Nonostante questo, la conoscenza tradizionale delle culture primitive delle specie biologiche locali non fu né totalmente disprezzata, né tantomeno lasciata inutilizzata fino al giorno d'oggi, tanto per quel che riguarda i criteri antropologici quanto per le ricerche farmaceutiche. La convergenza o no delle tassonomie tradizionali alla tassonomia scientifica è stata oggetto di alcune ricerche che hanno constatato un'alta percentuale di uguale identificazione di specie (a volte si identificano come identiche specie distinte, a volte invece come distinte specie identiche).